# Chalcosyrphus auripygus
Chalcosyrphus auripygus är en tvåvingeart som beskrevs av Heikki Hippa 1978. Chalcosyrphus auripygus ingår i släktet mulmblomflugor, och familjen blomflugor.
Artens utbredningsområde är Myanmar. Inga underarter finns listade i Catalogue of Life.